# Coupe des îles Féroé de football 1974
Navigation
Løgmanssteypið 1973 Løgmanssteypið 1975
La Coupe des Îles Féroé 1974 de football est la 20e édition de la Løgmanssteypið (Trophée du Premier Ministre). 
La finale du tournoi se dispute à Vágur au stade á Eiðinum au match aller. La finale retour se dispute à Tórshavn au stade Gundadalur.
Le VB Vágur fut le vainqueur. C'est le premier titre du club.

## Format
Prenant place entre les mois de mai à septembre 1974, la compétition se décompose en trois phases allant du premier tour jusqu'à la finale qui se dispute en match aller-retour. Seules les équipes de Meistaradeildin 1974 (Division des Champions) participèrent à la compétition.

## Clubs participants
| \| B36 HB ÍF KÍ TB VBV \| Localisation des clubs engagés dans la coupe nationale 1974. |
| B36 HB ÍF KÍ TB VBV                                                                    |

- B36 Tórshavn - Meistaradeildin
- HB Tórshavn - Meistaradeildin Tenant du Titre
- ÍF Fuglafjørður - Meistaradeildin
- KÍ Klaksvík - Meistaradeildin
- TB Tvøroyri - Meistaradeildin
- VB Vágur - Meistaradeildin

## Résultats

### Premier tour[2]
| Date        | Équipe 1        | Résultat | Équipe 2    |
| ----------- | --------------- | -------- | ----------- |
| 19 mai 1974 | VB Vágur        | 0-0      | KÍ Klaksvík |
| 19 mai 1974 | B36 Tórshavn    | 2-1ap    | TB Tvøroyri |
| 19 mai 1974 | ÍF Fuglafjørður | 0-8      | HB Tórshavn |

### Demi-finale[3]
| Date         | Équipe 1     | Résultat      | Équipe 2    |
| ------------ | ------------ | ------------- | ----------- |
| 12 juin 1974 | B36 Tórshavn | 1-1 4 - 5 tab | HB Tórshavn |

### Finale[4].
| 22 septembre 1974 | VB Vágur | 4-0   | HB Tórshavn | á Eiðinum, Vágur |
|                   |          | (1-0) |             |                  |

| 6 octobre 1974 | HB Tórshavn | 5-3   | VB Vágur | Gundadalur, Tórshavn |
|                |             | (1-2) |          |                      |